# ADAT

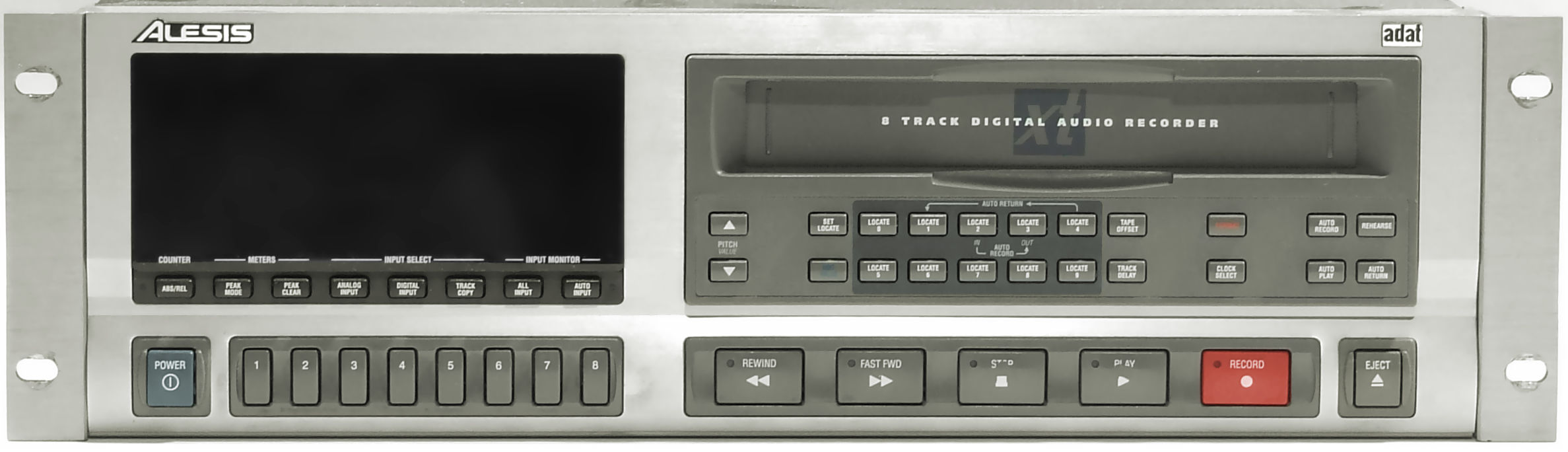
Alesis ADAT XT — самый распространённый в 1990-е годы цифровой многодорожечный магнитофон

ADAT (англ.  Alesis Digital Audio Tape — цифровая аудиолента фирмы Alesis) — пакет стандартов цифровой звукозаписи, разработанный компанией Alesis в 1991 году, включающий формат восьмидорожечной звукозаписи на кассету стандарта S-VHS, стандарт передачи восьмиканального цифрового звука между устройствами по оптическому кабелю с разъёмами TosLink (фигурирующий под наименованиями ADAT Optical Interface и ADAT Lightpipe), а также принципы синхронизации нескольких восьмидорожечных трактов, обеспечивающие запись и воспроизведение до 128 дорожек.

## История
Продукт был анонсирован в январе 1991 года на выставке NAMM Show в Анахайме.
Первый ADAT-магнитофон был продан в начале 1992 года. Отличительной особенностью была возможность синхронизации до 16 магнитофонов без дополнительного внешнего устройства синхронизации, при этом общее количество рабочих дорожек доходит до 128. Распространение магнитофон формата ADAT получил во многом благодаря уникально высокому соотношению функциональность/цена, доступности носителя информации и весьма удобному пользовательскому интерфейсу. При цене $3995 ADAT являлся самым недорогим (относительно других устройств цифровой звукозаписи) цифровым многодорожечным магнитофоном.
Было предложено несколько моделей ADAT-магнитофонов. Первые устройства (называвшиеся ADAT и ADAT XT) записывали с разрядностью 16 бит (ADAT Тип I). Позже были выпущены аппараты XT-20, LX-20 и M-20, поддерживающие 20-битную запись (ADAT Тип II). Все магнитофоны в качестве носителя информации использовали высококачественные S-VHS кассеты. Кассеты, записанные на магнитофонах Типа I, можно было воспроизводить на более современных магнитофонах, но не наоборот. Первые магнитофоны имели только одну частоту дискретизации 48 кГц, последующие поколения записывали с частотами 44,1 или 48 кГц, ставшими стандартными в индустрии звукозаписи.
С развитием компьютерных технологий в 2001 году компания Alesis представила 24-канальное устройство записи на жёсткий диск с интерфейсом IDE ADAT HD24 в формате 24-бит/48 кГц c возможностью апгрейда до 96 кГц, устройство предусматривало разъём Ethernet для передачи дополнительной обработки и графического отображения файлов формата AIFF в компьютерных системах, и 24-битный оптический ADAT-интерфейс, одновременно передающий 8 дорожек до 24 бит/48 кГц или 4 дорожки до 24 бит/96 кГц в реальном времени. Таким образом, была обеспечена поэтапная миграция пользователей оборудования Alesis к следующему поколению цифровой звукозаписи.

## Технические характеристики
- Восьмидорожечная цифровая запись.
- Разрядность записи — 16, 20 или 24 бит
- Частота дискретизации: 44100 и 48000 Гц.
- Продолжительность записи кассет: 42 или 60 минут.